# Azul (juego de mesa)

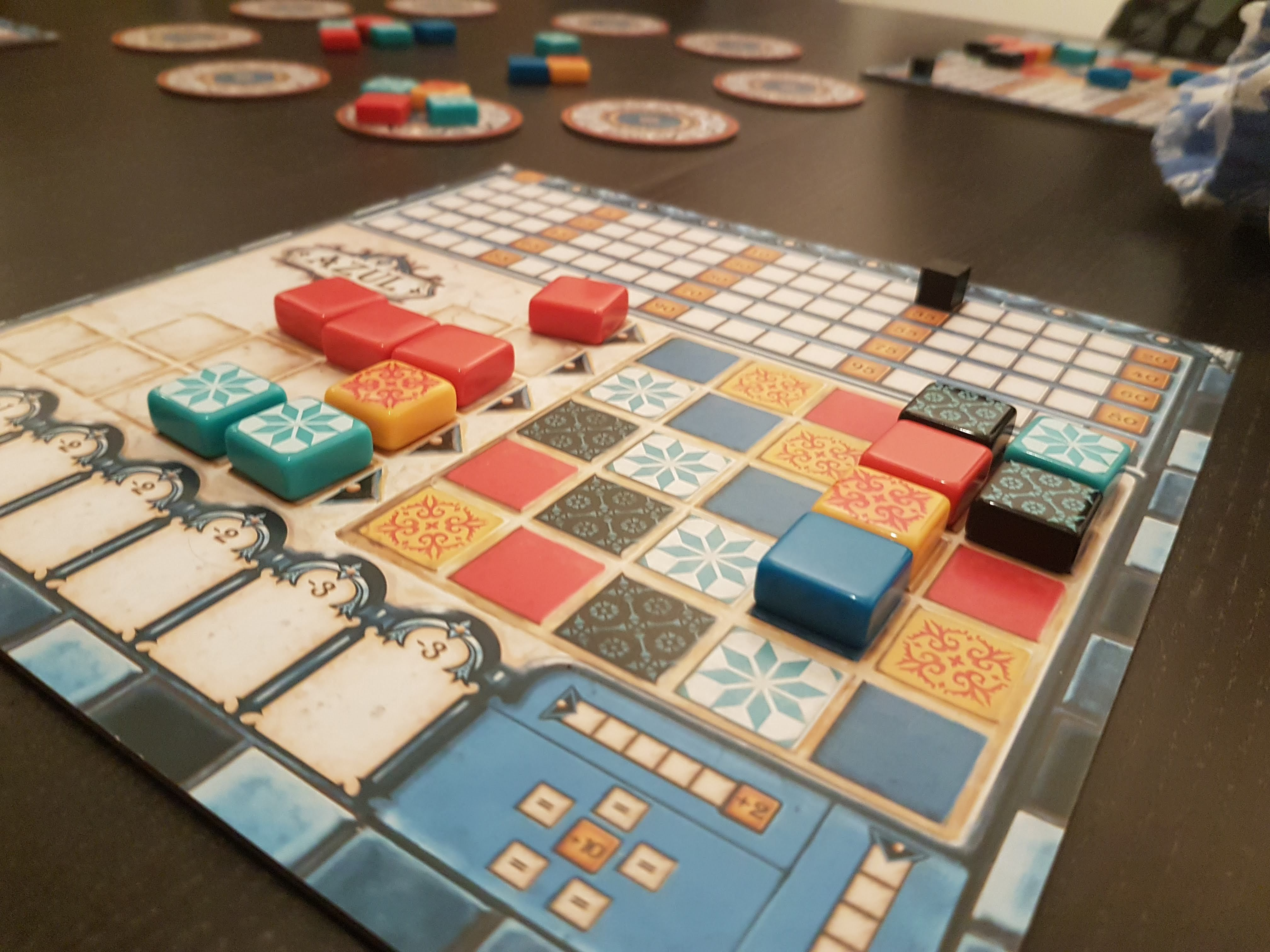
Partida de Azul, mostrando el tablero de un jugador.

Azul es un juego de tablero diseñado por Michael Kiesling y lanzado por Plan B Games en 2017. Tiene como tema los azulejos tradicionales de Portugal y está dirigido a entre dos y cuatro jugadores.
Los jugadores recolectan en cada turno conjuntos de fichas de un mismo color que colocan en su tablero de jugador. Cuando se llena una fila, una de las fichas se mueve a un patrón cuadrado de 5x5 en el lado derecho del tablero del jugador, donde obtiene puntos según dónde se coloque en relación con otras fichas en el tablero.

## Mecanismo de juego

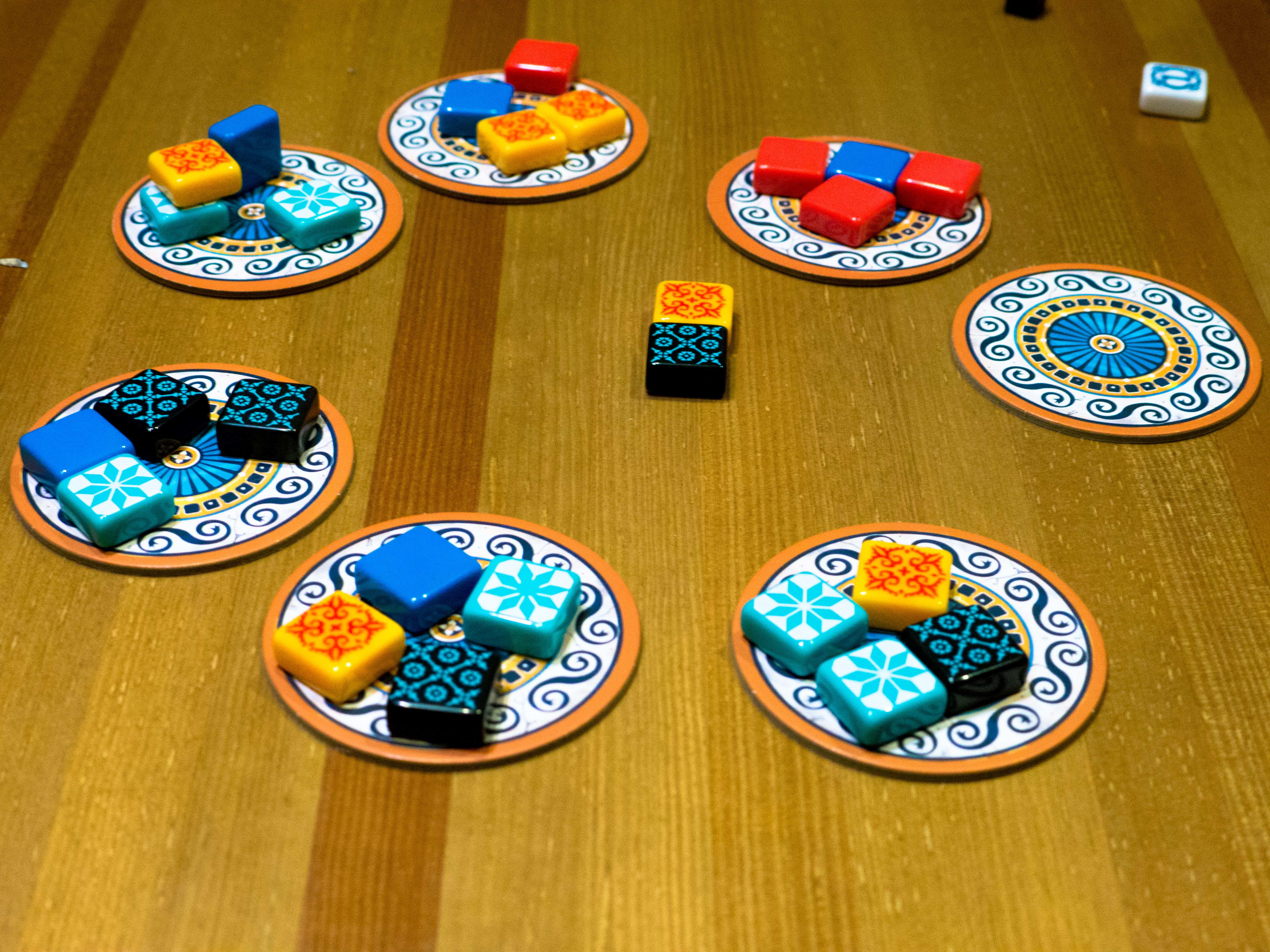
Repositorios de fichas. Cuando se extraen fichas de un color de cualquiera de los discos de cartón, las fichas sobrantes de ese disco se mueven al centro.

Los jugadores recogen fichas de un mismo color de uno de los repositorios en los que, previamente, se han colocado al azar o de entre las que se van acumulando en el centro de la mesa. Las fichas recogidas se colocan en un primer apartado de su tablero personal y las que restan en ese repositorio se mueven al centro. 
Cuando se han recogido todas las fichas de repositorios y mesa, se rellenan de nuevo los repositorios y cada jugador mueve a un segundo apartado de su tablero una ficha de cada una de las filas completas en su primer apartado, descartando las demás. Cada ficha colocada en esa segunda sección puntúa según su ubicación en relación con las demás fichas del tablero.
Las rondas continúan hasta que al menos un jugador haya formado una fila completa de fichas en la segunda sección del tablero. Se otorgan puntos adicionales al final de la partida por cada fila o columna completa y por cada vez que se consigan reunir las cinco fichas de un mismo color.
El juego básico dicta dónde se ubican las fichas de cada color en el segundo apartado del tablero del jugador, mientras que una versión avanzada permite a los jugadores colocarlas en cualquier lugar.

## Galardones
- Premio Spiel des Jahres 2018[7][8]
- Premio Origins 2018 al Mejor Juego Familiar y Favorito de los Fans[9]
- Premio Dice Tower 2018 al Mejor Juego Familiar[10]
- As d'Or 2018 – Ganador Juego del año[11]
- Juego del Año en España 2018[12]
- Certificación Mensa Select 2018[6]
- Nominado al premio Meeples' Choice 2017[13]
- Ganador del Cardboard Republic Architect Laurel Winner 2017[14]
- Mejor Juego Familiar del Año 2017 según Golden Geek[15]
- Segundo puesto en el Juego de Mesa del Año 2017 según Golden Geek[15]

## Secuelas y serie "Azul"

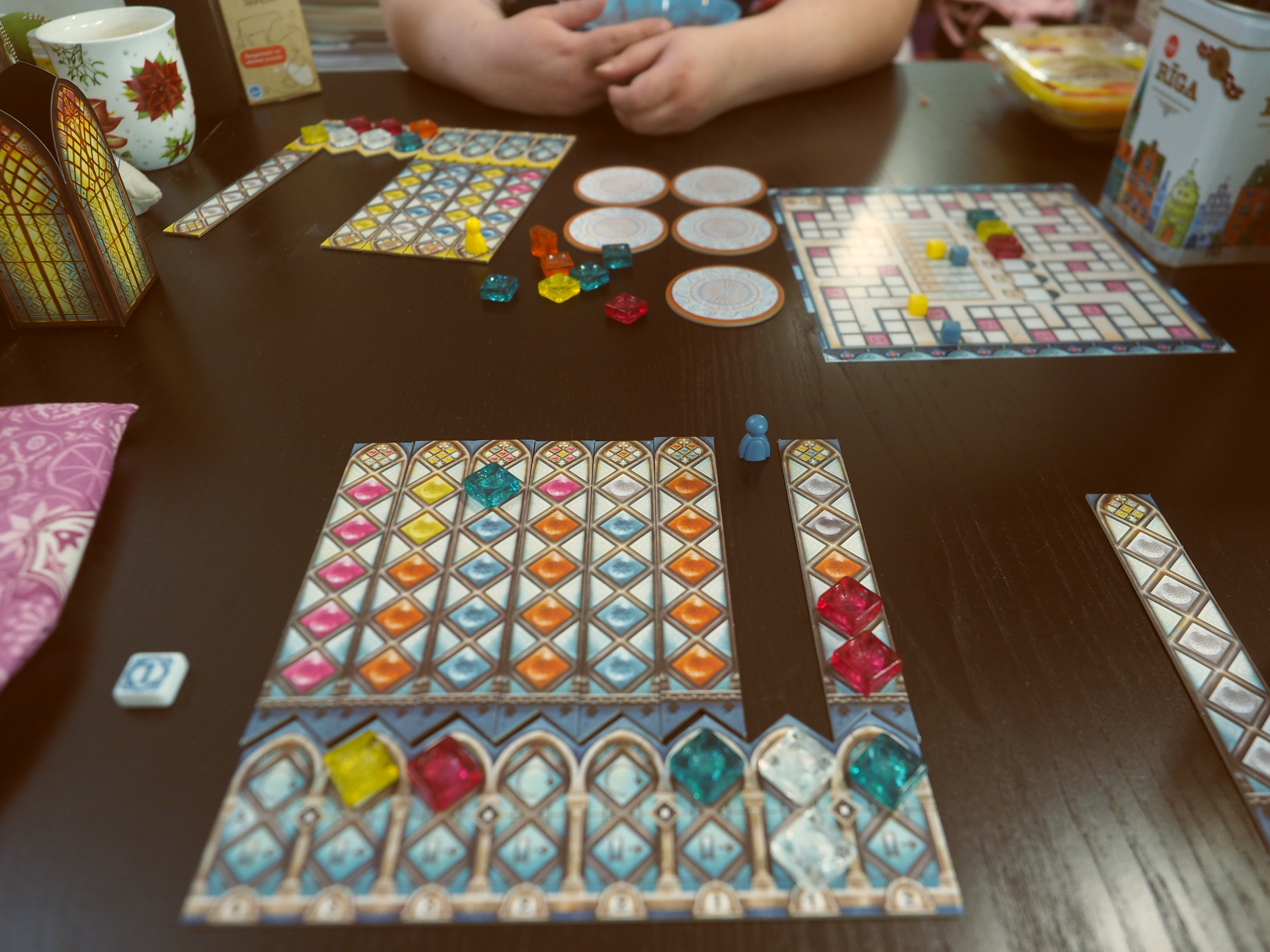
Una partida de Azul: Vitrales de Sintra para dos jugadores.

A finales de 2018, Plan B Games lanzó un segundo título de la línea Azul, Azul: Vitrales de Sintra, que utilizaba el mismo mecanismo de selección de fichas y requería que los jugadores combinaran patrones verticales en vidrieras de dos caras en los tableros de jugador. Se añadió un peón de movimiento que imponía restricciones adicionales sobre qué vidriera podía llenar un jugador en cada turno, lo que aumentaba la complejidad del juego.
Un tercer juego de la serie, Azul: Summer Pavilion, se lanzó a finales de 2019. Utilizaba el mismo mecanismo de selección de fichas, pero introducía un color comodín que cambiaba de ronda en ronda y permitía a los jugadores recoger fichas con forma de diamante para crear patrones de estrellas. Leah Williams de Kotaku elogió los componentes, la estrategia, la accesibilidad y la participación, pero criticó la escalabilidad para entornos de fiesta.
Un cuarto juego, Azul: Queen's Garden, se lanzó en 2022. A diferencia de sus predecesores, presentaba una variante muy modificada del mecanismo original de selección de fichas y aumentaba significativamente la complejidad de la combinación de patrones: las fichas hexagonales ahora tenían combinaciones de colores y símbolos que podían combinarse por separado para obtener puntos.
Un quinto título, "Azul Duel", se lanzó en 2025. Diseñado específicamente para dos jugadores, presentaba un patrón de construcción similar al del juego original, pero con opciones tácticas adicionales durante la selección de fichas.
Ha habido dos expansiones en la serie: Azul: Crystal Mosaic, una expansión del juego original y Azul: Glazed Pavilion, una expansión de Summer Pavilion. En 2022 se lanzó una nueva versión de edición limitada del juego original con tema de repostería y ligeras variaciones de reglamento, llamada Azul: Master Chocolatier. También existe el juego independiente 5211: Azul, que reimplementó el juego de cartas abstracto 5211 al estilo del Azul original.